# Хани (Диярбакыр)
Хани (тур. Hani) — город и район в провинции Диярбакыр (Турция).

## История
Люди жили в этих местах с древнейших времён. Впоследствии город входил в состав разных государств; в XVI веке он попал в состав Османской империи.